# Zlynka
Zlynka (ruso: Злы́нка) es una ciudad de Rusia, capital del raión homónimo en la óblast de Briansk.
En 2021, el territorio de la ciudad tenía una población de 5402 habitantes, de los cuales 5323 vivían en la propia ciudad y 73 en la aldea de Petrovka. Es la ciudad más pequeña de la óblast.
La localidad fue fundada a principios del siglo XVIII por viejos creyentes que se refugiaron en esta zona, entonces perteneciente al Hetmanato cosaco. En el siglo XIX, el pueblo fue un importante centro de carpintería, lo que todavía se refleja en la arquitectura tradicional de sus casas de madera. La Unión Soviética le dio estatus de ciudad en 1925. En 1986, la ciudad resultó gravemente afectada por la radiación del accidente de Chernóbil, habiéndose planteado en varias ocasiones su reubicación completa.
Se ubica unos 5 km al este de la frontera con Bielorrusia, sobre la carretera A240 que une Briansk con Gómel.